# Beire-le-Fort
Beire-le-Fort är en kommun i departementet Côte-d'Or i regionen Bourgogne-Franche-Comté i östra Frankrike. Kommunen ligger i kantonen Genlis som tillhör arrondissementet Dijon. År 2022 hade Beire-le-Fort 343 invånare.

## Befolkningsutveckling
Antalet invånare i kommunen Beire-le-Fort
Referens:INSEE